# PixelJunk Eden
PixelJunk Eden est un jeu vidéo développé par Q-Games pour la PlayStation 3. Le troisième jeu de la série PixelJunk, il est sorti sur le PlayStation Store le 31 juillet 2008 dans le monde entier. Une démo du jeu est sortie le 25 juillet 2008. Les musiques du jeu ont été composées par Baiyon, un artiste indépendant de Kyoto, la conception graphique et sonore par Dylan Cuthbert.
En février 2012, le jeu sort sur Steam dans une version PC.

## Système de jeu
Le joueur incarne un personnage appelé Grimp qui peut s'accrocher, sauter et se balancer de plante en plante grâce à son filin dans ce jeu de plate-forme se déroulant dans un monde où il doit faire pousser de nouvelles plantes pour progresser.
Le jeu débute à l'écran titre qui est lui-même un jardin contenant les passages vers les niveaux du jeu ainsi que quelques autres passages vers le classement en ligne, crédits et changement de couleurs de l'écran titre et jardin. Le jeu se divise en 10 niveaux (15 avec l'extension) appelés jardins qui regorgent de plantes, de cristaux (qui servent en quelque sorte d'énergie, via un oscilloscope musical) et d'ennemis appelés chasseurs que l'on doit détruire pour récupérer le pollen. Ce pollen remplit des réceptacles appelés graines qui donneront naissances à de nouvelles plantes permettant d'atteindre d'autres parties du niveau ainsi que les Spectra.
Chaque niveau contient cinq Spectra qui font pousser des plantes dans le jardin principal qui sert d'accès aux autres niveaux. Le joueur doit chercher un Spectra lors de sa première entrée dans le niveau, deux dans sa deuxième entrée et ainsi de suite jusqu'à la cinquième et dernière entrée dans le niveau.
Chaque niveau contient également un nombre déterminé de graines qui devront toutes être ouvertes pour obtenir un niveau parfait et le Trophée correspondant ("Toutes les graines niveau x") mais il n'est pas nécessaire de toutes les obtenir pour finir le niveau.
Au fil de sa progression dans les niveaux, le joueur rencontrera de nouveaux types d'ennemis, certains affaibliront son filin, d'autres le casseront net au moindre contact, d'autres ennemis ralentiront également sa progression en le propulsant hors de sa trajectoire ou en faisant disparaître temporairement les plantes. Chaque ennemi du jeu est toutefois destructible pour peu que le Grimp l'atteigne directement (parfois en contournant ou faisant disparaître un de leurs boucliers) certains ennemis ne sont destructibles que par intermittence lorsqu'ils ne dressent pas leurs épines ou autres boucliers.  Certains niveaux contiennent des sortes de mines que le Grimp devra éviter afin de ne pas faire baisser son niveau d’énergie et éviter d’être projeté plus loin.
D'autres obstacles moins palpables ralentiront le joueur lors de sa progression, comme le vent, la gravité inversée ou le changement de gravité de certains niveaux (gravité inversée de haut en bas ou de gauche à droite, etc.)
Le joueur est également aidé dans sa progression dans certains niveaux grâce à des ascenseurs, des téléporteurs, des canons le propulsant dans les airs et d'interrupteurs ouvrant certains passages dans la roche. Tous sauf les téléporteurs, ascenseurs et certains canons doivent être obtenus en remplissant de pollen leur graines.

## PixelJunk Eden Encore
Comme pour PixelJunk Monsters, une extension est disponible à l'achat sur le PlayStation Store, également nommée "Encore" elle apporte un nouveau jardin principal contenant cinq niveaux supplémentaires et son lot de nouveaux Trophées et nouveaux morceaux musicaux. Il est possible de passer d'un jardin principal à l'autre en entrant dans des téléporteurs portant l'inscription du jardin "Eden" ou "Encore" pour se repérer.